# Uncle Sam (film)
Uncle Sam è una commedia dell'orrore del 1996 diretto da William Lustig.

## Trama
Sam Harper, un veterano dell'operazione Tempesta nel deserto, ucciso in azione da fuoco amico, torna in vita durante il Giorno dell'Indipendenza per punire quei cittadini di Twin Rivers, sua città d'origine, che non si dimostrano abbastanza patriottici. Solo il nipote Jody riesce a opporsi alla furia dello zombie travestito da Zio Sam, venendo inoltre a scoprire che lo zio da lui idolatrato era in realtà un violento psicopatico arruolatosi solo per poter uccidere impunemente.

## Distribuzione
Inedito in Italia, il film è stato presentato nel 1998 al 18° Fantafestival di Roma.